# Psychrolutes sigalutes
Psychrolutes sigalutes is een straalvinnige vissensoort uit de familie van psychrolutiden (Psychrolutidae). De wetenschappelijke naam van de soort is voor het eerst geldig gepubliceerd in 1895 door Jordan & Starks.